# Will Blackmon
Pour les articles homonymes, voir Blackmon.
(en) Statistiques sur pro-football-reference
William Edwards Blackmon (né le 27 octobre 1984 à Providence) est un joueur américain de football américain.

## Carrière

### Université
Will commence à jouer dans l'équipe des Eagles en 2002. Dès lors, il commence à montrer son talent de kick returner et punt returner. Son poste de prédilection étant la ligne défensive, il effectue vingt-neuf tacles lors de sa première saison. En 2003, il tacle à soixante-quatre reprises et intercepte quatre ballons. Il est élu joueur défensif de la semaine dans la conférence Big East après avoir fait un beau match contre l'université du Connecticut. Il fait quarante-six tacles et trois interceptions en 2004. Il dépasse la barre des 1000 yards depuis 2002 sur des retours et est sélectionné dans la seconde équipe de la conférence. Sa dernière saison le voit changer de poste, se positionnant à celui de wide receiver et reçoit cinquante-et-un ballons pour 763 yards. Il fait un véritable exploit en retournant un coup d'envoi (kickoff) de 119 yards. Sa saison 2005 lui permet de participer au Senior Bowl.

### Professionnel
Il est sélectionné au quatrième tour du draft de la NFL de 2006 par les Packers de Green Bay au 115e choix. La première saison de Blackmon ne le voit apparaître qu'à quatre reprises, entrant quelques fois pour les punt et coup d'envoi. C'est à partir de la saison 2007 qu'il commence à jouer davantage avec neuf matchs (dont un comme titulaire) ; il retourne son premier punt de 57 yards contre les Raiders d'Oakland le 10 décembre 2007 permettant une victoire en beauté des Packers 38-7. Lors de cette saison, il se fracture le pied à deux endroits et pendant deux ans, occupe une position de returner près de la ligne de touche pour ménager ses efforts.
Blackmon retourne un punt de 76 yards lors du premier match de la saison 2008 contre les Vikings du Minnesota, cela lui permet d'être nommé joueur de la semaine de l'escouade spéciale dans la NFC. Les Vikings semblent être l'adversaire favori de Blackmon car il retourne un nouveau punt contre cette même équipe lors du dixième match de la saison (65 yards). Il ne joue que trois matchs en 2009 et est libéré en 2010 pour cause de blessure.
Le 29 octobre 2010, Will signe avec les Giants de New York mais est placé sur la liste des blessés peu de temps après. Il joue cinq matchs lors de la saison 2010 avant d'être libéré par les Giants le 2 janvier 2011 avant de revenir plus tard dans l'année chez les Giants.
Après avoir été libéré par New York, il signe en Arena Football League, pour le compte des Rattlers de l'Arizona. Néanmoins, il n'y reste pas longtemps car il signe peu de temps après avec les Seahawks de Seattle, durant la off-season 2013, puis avec les Jaguars de Jacksonville le 28 août 2013.